# Michele Abruzzo
Michele Abruzzo (Sciacca, 29 dicembre 1904 – Catania, 17 novembre 1996) è stato un attore italiano.

## Biografia
Nato alla fine del 1904, venne dichiarato all'anagrafe soltanto il 2 gennaio del 1905. Attore poliedrico, minorenne fuggì da casa sua, debuttando a soli 14 anni nella compagnia dell'attore-mattatore siciliano Giovanni Grasso. Il suo primo maestro fu però un puparo dell'Opera dei pupi, prima che lui formasse adolescente con amici un gruppo parrocchiale di teatro a Sciacca.
Passò nella compagnia folkloristica del catanese Attilio Rapisarda, denominata Scene e canti siciliani. Dopo la morte di Grasso e di Angelo Musco (1937), per la stagione teatrale 1938-'39, forma con Rosina Anselmi una grande Compagnia siciliana Anselmi-Abruzzo, girando i teatri più prestigiosi della penisola. Circolò pure la notizia che dovevano essere supportati da lì a breve anche da attori come Turi Pandolfini, una volta liberatosi da impegni cinematografici.  Per l'Illustrazione italiana doveva trattarsi dell'epoca di "una brillante resurrezione del teatro siciliano" per via dell'iniziativa capocomicale di Tommaso Marcellini, parallela a quella del duo Anselmi-Abruzzo.
Erede naturale dello stesso Musco, Abruzzo riprende il repertorio del maestro – ne è prova il Liolà di Luigi Pirandello, regia di Santi Savarino, nel 1939 – e lo arricchisce con nuovi lavori scritti da altri autori che scrivono apposta per lui. Fra gli interpreti principali della compagnia figurano nomi di Franzi Carra, Pietro Anselmi, Giuseppe Pistone, Armando Ferrara, Enzo Colombo, Giuseppe Lelio.
È apprezzato dalla migliore critica nazionale – uno su tutti, il critico Renato Simoni – per le sue interpretazioni sia brillanti che drammatiche che lo pongono tra gli attori più bravi ed espressivi del panorama italiano di quegli anni.
Nel 1945 costituisce la Compagnia dei Grandi Spettacoli del Comm. Michele Abruzzo con Margherita Nicosia e Umberto Spadaro. Dagli anni cinquanta si interrompe il lungo sodalizio con Rosina Anselmi e Abruzzo forma una propria compagnia. 
Nel 1958 è tra i fondatori – assieme a Turi Ferro, che è stato suo allievo, Umberto Spadaro, Rosolino Bua, l'Anselmi, Mario Giusti e tanti altri – dell'Ente Teatro di Sicilia, poi Teatro Stabile di Catania. 
Dopo aver debuttato giovanissimo nel film muto 'A legge diretto da Elvira Notari (1920), esordisce nel cinema sonoro come protagonista del film di Mario Mattoli L'ha fatto una signora (1938), accanto a Rosina Anselmi.
Successivamente, fino agli anni Settanta, ricopre al cinema quasi sempre ruoli di fianco o di carattere. 
In televisione nel 1984 interpreta il ruolo del Procuratore della Repubblica Scardona nello sceneggiato La piovra, diretto da Damiano Damiani.
Diventa Cavaliere di Gran Croce dei Santi Maurizio e Lazzaro per i suoi meriti artistici, ritira numerosi premi come il Telamone di Agrigento (1986) e il "Pirandello".

## Teatro (elenco parziale)

### Compagnia del Teatro Stabile di Catania
- Malìa di Luigi Capuana, regia di Accursio Di Leo, Teatro Musco, prima del 3 dicembre 1958.
- Sua Eccellenza di Nino Martoglio, regia di Accursio Di Leo, Teatro Musco, prima del 17 dicembre 1958.
- Annata ricca di Nino Martoglio, regia di Accursio Di Leo, Teatro Musco, prima del 6 gennaio 1959.
- La caccia al lupo di Giovanni Verga, La giara di Luigi Pirandello, I civitoti in pretura di Nino Martoglio, regia di Anton Giulio Bragaglia, Teatro Musco, prima del 6 gennaio 1959.
- Così è se vi pare di Luigi Pirandello, regia di Accursio Di Leo, Teatro Musco, prima del 12 febbraio 1959.
- Lu cavaleri Pidagna di Luigi Capuana, regia di Umberto Benedetto, Teatro Musco, prima del 19 febbraio 1959.
- L'eredità di Antonio Russo Giusti, regia di Mario Giusti, Teatro Musco, prima del 7 marzo 1959.
- Faidda di Francesco De Felice, regia di Anton Giulio Bragaglia, Teatro Musco, prima del 7 marzo 1959.
- Giacomino re nel grano di Giovanni Guaita, regia di Accursio Di Leo, Teatro Vasquez (Siracusa), prima del 22 agosto 1959.
- L'aria del continente di Nino Martoglio, regia di Giovanni Calendoli, Teatro Musco, prima del 2 dicembre 1959.
- Ospizio La Pace di Vito Mar Nicolosi, regia di Renato Pinciroli, Teatro Musco, prima del 8 gennaio 1960.
- San Giovanni Decollato di Nino Martoglio, regia di Renato Pinciroli, Teatro Musco, prima del 20 gennaio 1960.
- Pensaci, Giacomino! di Luigi Pirandello, regia di Ottavio Spadaro, Teatro Musco, prima del 9 febbraio 1960.
- I Don di Pippo Marchese, regia di Umberto Benedetto, Teatro Musco, prima del 19 febbraio 1960.
- La bella addormentata di Rosso di San Secondo, regia di Giuseppe Di Martino, Teatro Musco, prima del 20 dicembre 1960.
- Il paraninfo di Luigi Capuana, regia di Renato Pinciroli, Teatro Musco, prima del 3 gennaio 1961.
- Domini di Saverio Fiducia, regia di Accursio Di Leo, Teatro Musco, prima del 25 gennaio 1961.
- Fiat voluntas dei di Giuseppe Macrì, regia di Renato Pinciroli, Teatro Musco, prima del 1º febbraio 1961.
- L'uomo, la bestia e la virtù di Luigi Pirandello, regia di Guido Salvini, Teatro Musco, prima del 13 febbraio 1961.
- Il marchese di Ruvolito di Nino Martoglio, regia di Umberto Benedetto, Teatro Musco, prima del 3 marzo 1961.
- La lupa di Giovanni Verga, regia di Giuseppe Di Martino, Teatro Musco, prima del 2 febbraio 1962.
- L'altalena di Nino Martoglio, regia di Accursio Di Leo, Teatro Musco, prima del 15 febbraio 1962.
- Vestire gli ignudi di Luigi Pirandello, regia di Guido Salvini, Teatro Musco, prima dell'8 marzo 1962.
- Gatta ci cova di Antonio Russo Giusti, regia di Renato Pinciroli, Teatro Musco, prima del 26 marzo 1962.
- Fumo negli occhi di Faele e Romano, regia di Renato Pinciroli, Teatro Musco, prima del 12 aprile 1962.
- Questo matrimonio si deve fare di Vitaliano Brancati, regia di Umberto Benedetto, Teatro Musco, prima del 28 gennaio 1963.

## Filmografia

### Cinema
- 'A legge, regia di Elvira Notari (1920)
- L'ha fatto una signora, regia di Mario Mattoli (1938)
- I cavalieri dalle maschere nere (I Beati Paoli), regia di Pino Mercanti (1947)
- Ho scelto l'amore, regia di Mario Zampi (1952)
- Il mondo sarà nostro (El expreso de Andalucía), regia di Francisco Rovira Beleta (1956) - non accreditato
- Classe di ferro, regia di Turi Vasile (1957)
- La trovatella di Pompei, regia di Giacomo Gentilomo (1957)
- Pastasciutta nel deserto, regia di Carlo Ludovico Bragaglia (1961)
- Mare matto, regia di Renato Castellani (1963)
- Made in Italy, episodi Il lavoro ed Il laureato in legge, regia di Nanni Loy (1965)
- Un caso di coscienza, regia di Giovanni Grimaldi (1970)
- La violenza: quinto potere, regia di Florestano Vancini (1972)
- Il caso Pisciotta, regia di Eriprando Visconti (1972)
- Mio Dio, come sono caduta in basso!, regia di Luigi Comencini (1974)
- La sbandata, regia di Alfredo Malfatti (1974)
- Il fidanzamento, regia di Giovanni Grimaldi (1975)

### Televisione
- Scaramouche, regia di Daniele D'Anza - sceneggiato TV (1965)
- Tutto Musco, rassegna cinematografica tv su Angelo Musco a cura di Diego Bonsangue, regia di Gianni Grimaldi, Programma sede Rai della Sicilia per Rai 3 (1984)
- La piovra, regia di Damiano Damiani - serie TV (1984)

### Prosa televisiva Rai
- Lu cavalieri Pidagna di Luigi Capuana, regia teatrale di Umberto Benedetto, regia televisiva di Carla Ragionieri, trasmessa il 18 marzo 1959 sul Programma Nazionale.
- La coda della volpe di Alfio Berretta e di Vittorio Tocci, regia di Enrico Colosimo, trasmessa il 19 agosto 1960 sul Programma Nazionale.
- Racconti garibaldini: Tre squilli di tromba di Guglielmo Zucconi, regia di Gilberto Tofano, la TV dei ragazzi, trasmessa il 28 ottobre 1960 sul Programma Nazionale.
- Un'abitudine a che serve? di Aldo Formosa, regia di Aldo Formosa, trasmessa il 19 giugno 1964 sul Programma Nazionale.

## Premi
- 1987: "Re D'Argento" Dagala del Re Santa Venerina CT.